# Mimosa campicola
Mimosa campicola är en ärtväxtart som beskrevs av Hermann August Theodor Harms. Mimosa campicola ingår i släktet mimosor, och familjen ärtväxter.

## Underarter
Arten delas in i följande underarter:
- M. c. campicola
- M. c. planipes